# 모내드녹 빌딩

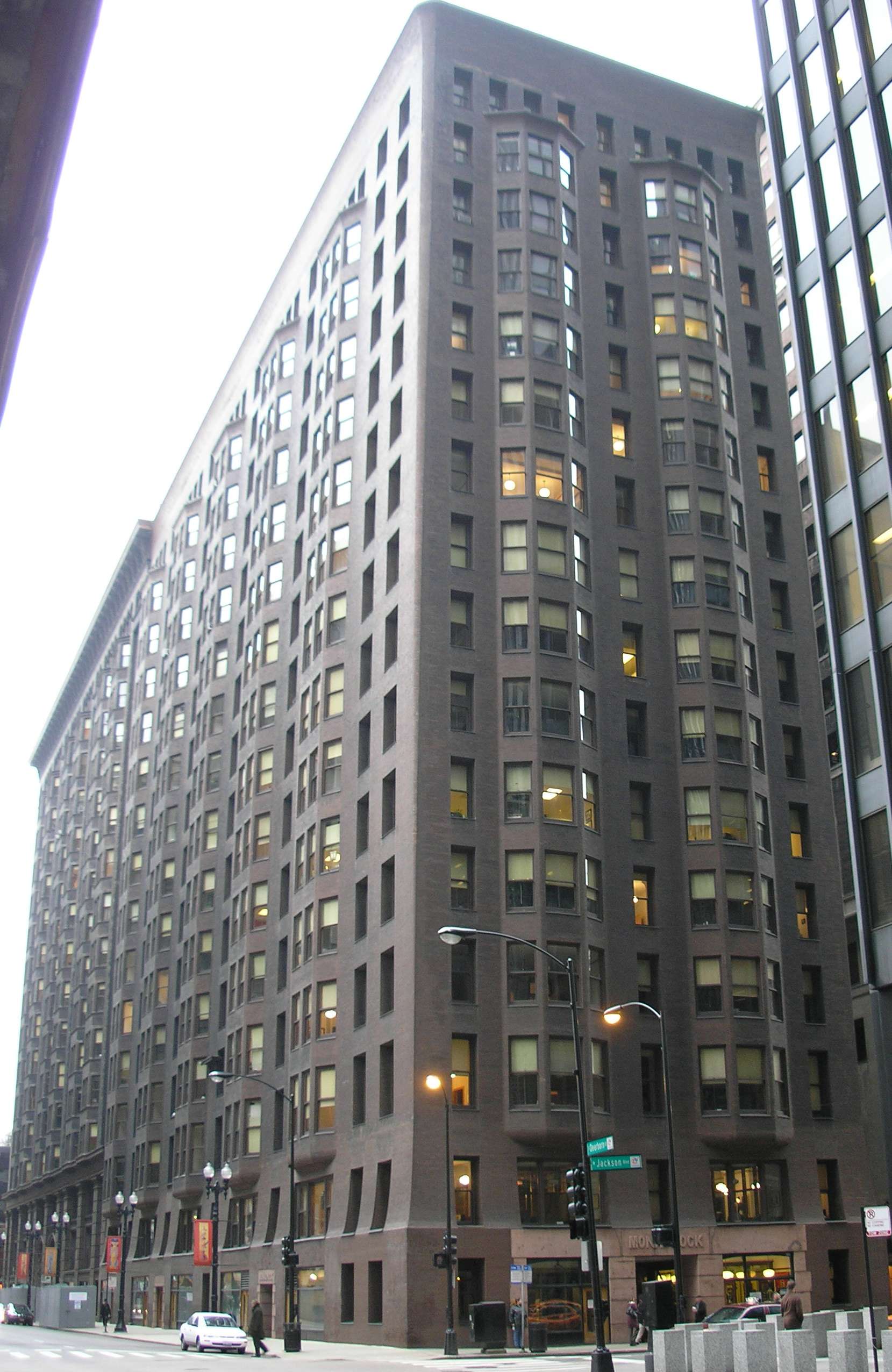
2005년

모내드녹 빌딩(Monadnock)은 미국 시카고에 위치하는 빌딩이다. 건설된지(1891년 건설) 100년이 넘었으며, 현재까지 남아있는 건물중에서 가장 오래된 고층건물이다. 총 16층으로 구성되어 있다.
이때는 초고층건물을 짓는 기술이 지금과는 많이 달라서 모내드녹은 전부 벽돌로 지어졌다고 한다. 벽돌만으로 건물 위쪽의 무게를 감당하기 위해서 어마어마한 양의 벽돌이 들어갔다. 이 건물의 아래쪽 벽은 두께만 해도 무려 1.8m나 된다.
이렇게 벽을 두껍게 만든 이유는 벽돌로 건물의 무게를 지탱하기 위해서 있어야 하는 것이 바로 ‘내력벽’이기 때문이다. 여기서 내력벽이란 ‘건물의 무게를 지탱하는 벽’을 말한다.